# والتر باولو
والتر باولو (بالإنجليزية: Walter Paulo)‏ هو سياسي أمريكي، ولد في 6 مارس 1902 في مانسفيلد في الولايات المتحدة، وتوفي في 12 ديسمبر 1984 في كانفيلد في الولايات المتحدة. حزبياً، نشط في الحزب الجمهوري. وقد انتخب عضو مجلس نواب أوهايو.